# Jezeří (zámek)
Jezeří (německy Eisenberg) je hrad přestavěný na zámek, který se nachází na svazích Krušných hor v okrese Most v Ústeckém kraji. Stojí zhruba dvanáct kilometrů jihozápadně od města Litvínova v katastrálním území osady Jezeří, která je místní částí Horního Jiřetína. Zámek stojí přímo nad Lomem ČSA, necelých 500 metrů od jeho hrany.
Zámek v majetku České republiky je od roku 1963 chráněn jako kulturní památka, v listopadu 2022 schválila vláda ČR jeho prohlášení k 1. červenci 2023 za národní kulturní památku (společně s nedalekým arboretem). Jeho správu zajišťuje Národní památkový ústav a objekt je přístupný veřejnosti.

## Název
Původní název hradu Eisenberg (Železná hora) byl odvozen podle místa, kde se dobývala železná ruda. V historických pramenech se jméno hradu objevuje ve tvarech: de Ayseberg (1365), de Ezenberka (1384), in Eisenberg (1394), de Isenberg (1396), de Eyseberg (1400, 1410), na Eyseberzce (1459), czu Eysenbergk (1481), Ajznberský (1505), na Eizmberce (1529), Azyenbergk (1544), Eysenberges (1565), na Eizmberce (1615), Eisenberg (1878 a 1854) a Jezeří nebo Eisenberg (1854 a 1923). Název Jezeří se začal používat až v devatenáctém století a souvisí s dřívější existencí Komořanského jezera pod hradem. Podle něj také někteří příslušníci rodu ze Rvenic používali přídomek „de Lacu“ nebo „de Zee“.

## Historie
Původní hrad Eisenberk nechal postavit mezi lety 1355 a 1365 Nevlas ze Rvenic, který předtím sídlil na tvrzi v Albrechticích. Nevlasovi synové Bušek a Nevlas hrad před rokem 1407 prodali Petrovi z Perče. Dalším majitelem byl v letech 1410–1413 Albrecht z Kolovrat. Od roku 1416 je jako majitel hradu udáván Jan Smolík ze Slavic.

### Do třicetileté války
Po Janu Smolíkovi hrad převzal Zikmund ze Slavic, který na něm sídlil ještě roku 1451. Po něm se pánem hradu stal Kunz z Kaufunku, který roku 1455 unesl ze saského hradu Altenburk syny kurfiřta Fridricha II. Při útěku byl Kunz zraněn, zajat a o několik dní později ve Freibergu za porušení zemského míru a zákeřný přepad sťat. Král Jiří z Poděbrad poté z obavy před saským útokem na Jezeří, kde žila Kunzova manželka a děti, hrad raději obsadil.
V roce 1459 se držitelem hradu stal opět Zikmund ze Slavic. Zikmundovým pravděpodobným synem byl Petr ze Slavic připomínaný na Jezeří roku 1481. Zemřel před rokem 1493 a panství připadlo jeho nezletilým potomkům, ke kterým patřili Hanuš, Zikmund a Jiří ze Slavic. Majetek za ně spravoval strýc Smil. Hrad později získal Zikmund ze Slavic, který jej roku 1513 odkázal svému švagrovi Mikuláši Hochhauserovi z Hochhazu. Mikuláš nechal roku 1549 starý hrad přestavět na renesanční zámek. Mikulášovi synové Jiří a Petr se o dědictví po otci okolo roku 1565 rozdělili tak, že Jiřímu připadly Albrechtice, zatímco Petrovi zůstalo Jezeří. Také Petr měl dva syny. Zámek okolo roku 1588 připadl Václavovi z Hochhazu, který jej ale kvůli neshodám prodal bratrovi Mikulášovi. Václav se roku 1596 zúčastnil vojenského tažení do Uher, kde u Egeru později zemřel v boji. Mikuláš na konci šestnáctého století prodal Jezeří svému starému strýci Jiřímu z Hochhazu na Albrechticích a Velemyšlevsi, který zemřel roku 1602. Jezeřské panství po něm zdědil syn Jan Mikuláš z Hochhazu uváděný na zámku v roce 1605.

### Od třicetileté války

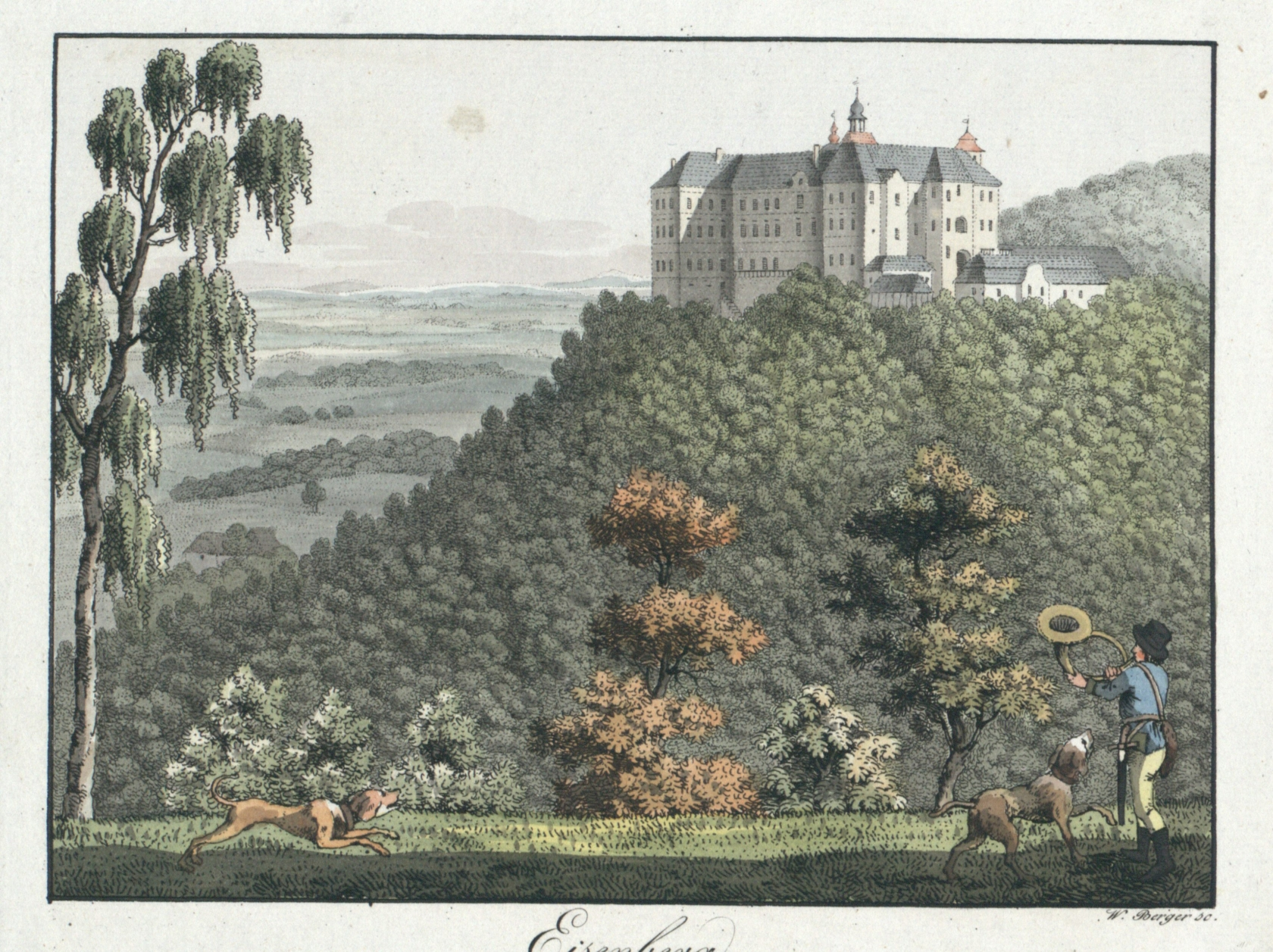
Zámek Jezeří, pohled od severovýchodu. Mědirytina Václava Bergera, asi 1805

Janu Mikuláši Hochhauserovi bylo v roce 1623 jezeřské a hliňanské panství zkonfiskováno za účast na stavovském povstání. Oba statky získal od císaře do zástavy za půjčku deseti tisíc zlatých Vilém mladší Popel z Lobkovic. K Jezeří tehdy patřily hospodářský dvůr, vinice, vesnice Albrechtice, Horní a Dolní Jiřetín, Čtrnáct Dvorců, panství Velemyšleves, Hrušovany, Hliňany a polovina Hořan. Vilém je ještě rozšířil o Nové Sedlo nad Bílinou a v roce 1627 nechal zámek barokně upravit. V únoru roku 1646 na zámku vypukl rozsáhlý požár, který zničil všechny budovy s výjimkou čeledníku a konírny. Škody byly v nejnutnějších případech provizorně opraveny, ale vrchnost se odstěhovala na zámek v Novém Sedle. Vilém zemřel na počátku ledna roku 1647, a panství zdědil František Vilém Popel z Lobkovic. Jeho syn Ferdinand Vilém z Lobkovic nechal roku 1696 zámek Jezeří znovu vybudovat v barokním stylu.

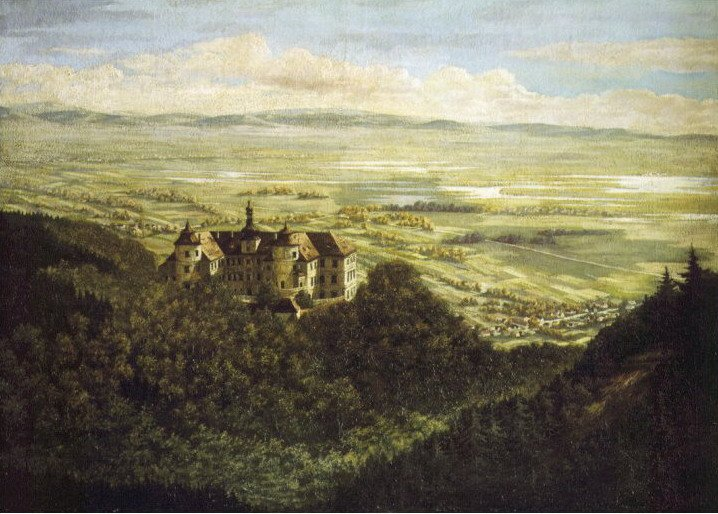
Zámek Jezeří v roce 1882

Po smrti Viléma Ferdinanda Popela zámek převzal Oldřich Felix Popel z Lobkovic, za nějž dne 25. září 1713 opět vyhořel. Ohněm způsobená škoda dosáhla výše 30 398 zlatých, nicméně zámek byl znovu barokně obnoven. Oldřich neměl děti, a proto ze svého majetku učinil svěřenství, které po Oldřichově smrti roku 1722 získal Jiří Kristián Lobkovic, zakladatel mělnické větve rodu. Ten Jezeří využíval jen jako lovecký zámek a roku 1752 jej prodal knížeti Ferdinandu Filipovi z Lobkovic. Význam zámku znovu vzrostl až za jeho syna Josefa Františka Maxmiliána z Lobkovic.
Jezeřské panství (resp. panství Nové Sedlo – Jezeří) bylo bohaté a rozsáhlé. Do roku 1848 k němu patřila městečka Ervěnice, Strupčice a 21 vsí. Vedle zemědělství a lesnictví mělo velký význam již v 18. století průmyslové podnikání: pivovar, vápenky, cihelny a již tehdy těžba hnědého uhlí v Pohlodech u Jirkova. Toto panství bylo při pozemkové reformě po vzniku Československa rozparcelováno a Lobkovicům zůstalo pět dvorů.

### Kulturní minulost

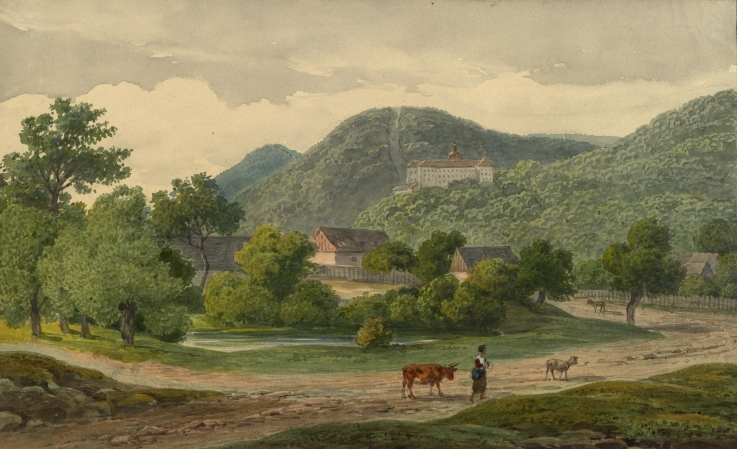
Pohled na zámek Jezeří od východu, akvarel Antonína Mánesa, 1814

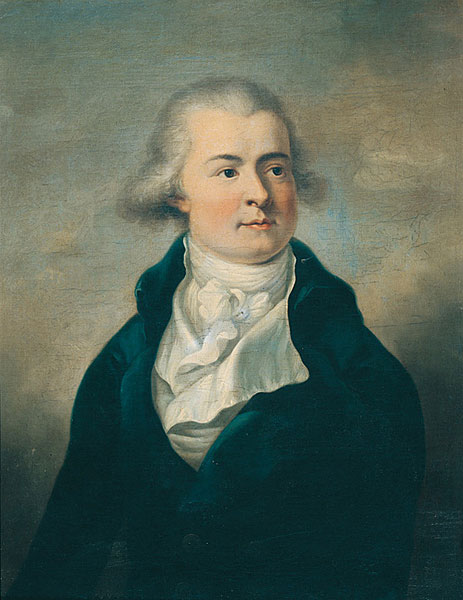
Josef František Maxmilián z Lobkovic

Konec 18. a začátek 19. století přinesl stavební a kulturní rozvoj zámku. Od roku 1802 bylo v provozu zámecké divadlo, vznikla zámecká myslivecká kapela, vystupoval zde i eisenberský pěvecký sbor. Na koncerty v zámeckém parku se sjíždělo mnoho hostů ze širokého okolí, významným návštěvníkem byl Johann Wolfgang von Goethe. Kromě něj na zámku pobývalo a navštěvovalo ho mnoho dalších významných osobností. Ludwig van Beethoven byl blízkým přítelem knížete Josefa Františka Maxmiliána z Lobkovic, vlastnícího a spravujícího zámek v období jeho největšího rozkvětu na začátku 19. století. Slavná Beethovenova Symfonie č. 3 Eroica měla v zámeckém divadle soukromou premiéru,[zdroj?] stejně tak oratorium Josepha Haydna Stvoření. Tímto výčet významných umělců, kteří navštívili Jezeří nebo zde přímo působili, nekončí. Z dalších lze uvést především skladatele Christopha Willibalda Glucka či bratry Pavla a Antonína Vranické. Kromě péče o zámek věnovali Lobkovicové velkou pozornost i jeho okolí. Pro nedostatek místa se květinová zahrada s parterem nacházela na vyvýšené terase u zámku, zatímco anglický park byl vytvořen pod zámeckým návrším a v roce 1838 měl rozlohu padesát hektarů. Jen zbytky tohoto parku se dochovaly a jsou chráněny před těžbou uhlí. Nad zámkem se nacházela obora. V bývalém parku stojí zřícena lobkovické hrobky postavené po roce 1753 zřejmě Andreasem Altomontem. V roce 1805 byla postavena zámecká kaple Bolestné Panny Marie.

### Novodobé dějiny

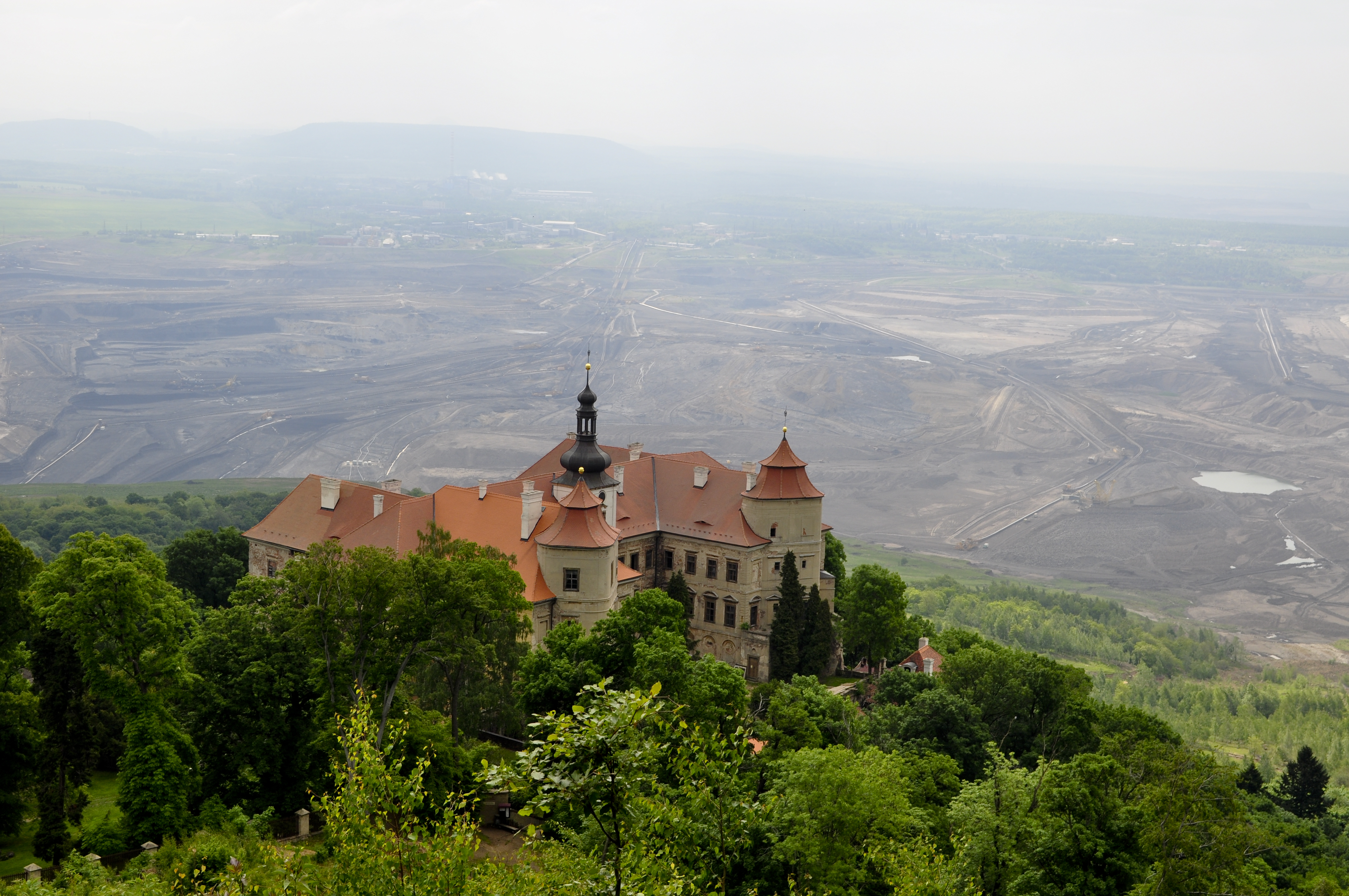
Zámek nad Lomem ČSA

Během druhé světové války byl majetek Lobkovicům zabaven, protože poslední majitel Max Lobkowicz byl vyslancem československé vlády v Londýně. Na zámku byla zřízena pobočka koncentračního tábora Flossenbürg, ve které bylo v době zřízení umístěno pracovní komando 96 mužů. Strážný oddíl SS zde navíc hlídal zajaté vyšší důstojníky především z Francie. Patřili mezi ně například Pierre de Gaulle, bratr pozdějšího francouzského prezidenta Charlese de Gaulla nebo lékař Bernard Ménétrel.

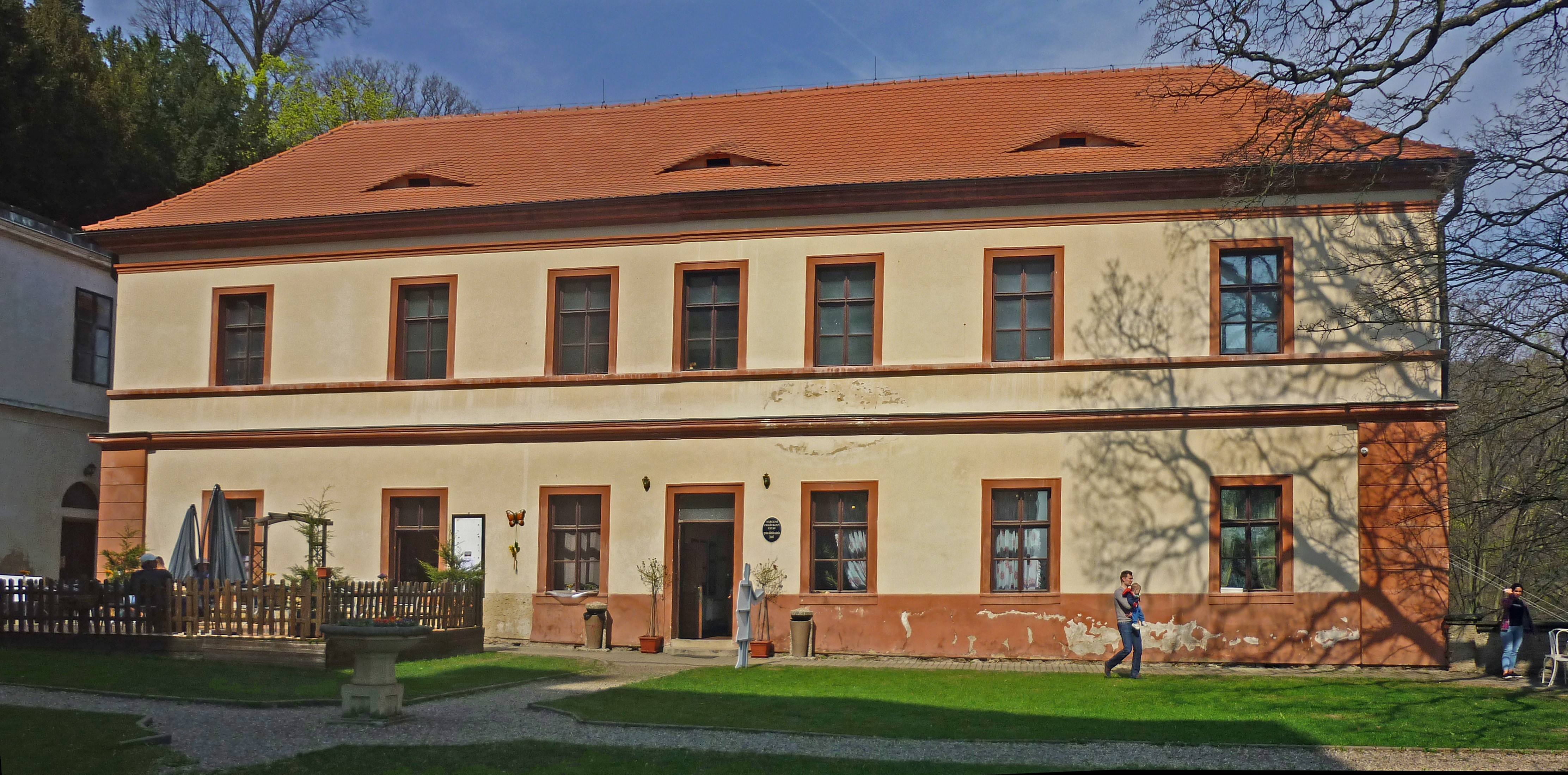
Opravená budova panského domu

Po roce 1948 byl zchátralý zámek znárodněn a sloužil různým účelům. Od roku 1950 ho využívala vojenská posádková správa Chomutov, během jejíhož působení došlo k utilitárním úpravám interiérů a zničení zbývajícího vybavení. Roku 1955 budovu převzalo ministerstvo vnitra a o tři roky později se dostala do správy ministerstva školství a kultury. Volně přístupný zámek však dále chátral.
Na přelomu šedesátých a sedmdesátých let dvacátého století let se těžební fronta povrchového hnědouhelného lomu ČSA začala přibližovat k úpatí tektonicky porušeného krystalinika Krušných hor a na mnoho místech jej později přímo obnažila. Původní koncepce báňského rozvoje uvažovala s postupem lomu podél svahů Krušných hor východním směrem do centrální části uhelné pánve a úplným vyuhlením sloje v oblasti Vysoká Pec – Albrechtice. V důsledku rozšiřování těžby hnědého uhlí v Lomu ČSA bylo poškozeno jezeřské arboretum a v krajině pod zámkem zanikla řada vesnic (Jezeří, Albrechtice, Dřínov aj.). V osmdesátých letech dvacátého století se počítalo s demolicí zámku.
Od sedmdesátých a osmdesátých let dvacátého století byly v souvislosti s těžbou uhlí prováděny rozsáhlé průzkumné práce, při kterých bylo zjištěno komplikované tektonické porušení pánevního okraje a přilehlého úbočí Krušných hor se zámkem Jezeří. Průzkumy prokázaly, že zámek spočívá na bloku neporušeného krystalinika, které zjednodušeně představuje klín, jenž je z obou stran oddělený od masivu Krušných hor výraznými poruchovými zónami. Jelikož vyvstala obava, že v případě vytěžení uhlí v prostoru pod zámkem by došlo k porušení stability bloku horniny a poškození zámku, byly báňské záměry revidovány a v roce 1991 pak bylo stanoveno ochranné pásmo souboru kulturních památek v Jezeří, které definovalo rozsah ochranného pilíře nevytěženého uhlí při úpatí svahu. Od roku 1986 začaly vznikat první plány na obnovu památky, ale realizovány byly pouze nejnutnější opravy.
Lobkovicové získali roku 1991 zámek v restituci zpět, ale pro vysoké náklady nezbytné k rekonstrukci jej roku 1996 věnovali státu. O zámek pečuje Národní památkový ústav, územní odborné pracoviště v Ústí nad Labem. Probíhá postupná rekonstrukce budov. Zámek je otevřený veřejnosti, některé místnosti jsou vybaveny dobovým nábytkem a přibližují tak život vysoké šlechty v sedmnáctém a osmnáctém století. Dlouholetou kastelánkou zámku je Hana Krejčová, která mimo jiné vystoupila v dokumentárním filmu Ženy SHR z roku 2009.
V roce 2020 byl zámek jako první česká památka zapsán na seznam nejohroženějších památek Evropy, který zveřejňuje organizace Europa Nostra.
| Rok  | Počet návštěvníků |
| ---- | ----------------- |
| 2015 | 24 003            |
| 2016 | 24 250            |
| 2017 | 25 508            |
| 2018 | 28 593            |
| 2019 | 22 631            |
| 2020 | 14 674            |
| 2021 | 14 502            |
| 2022 | 17 321            |

## Stavební podoba

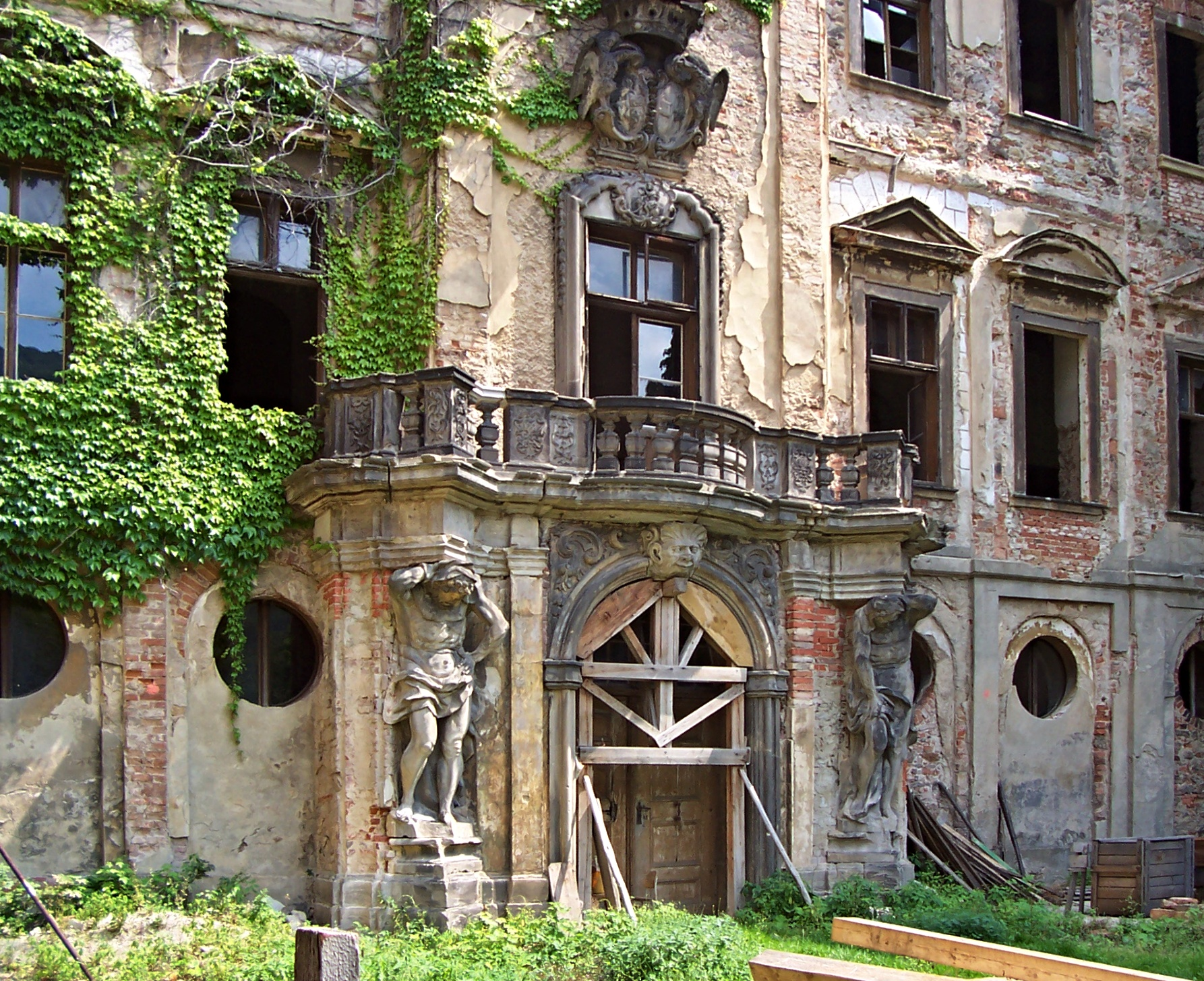
Vstupní portál se sochami atlantů (stav v roce 2010)

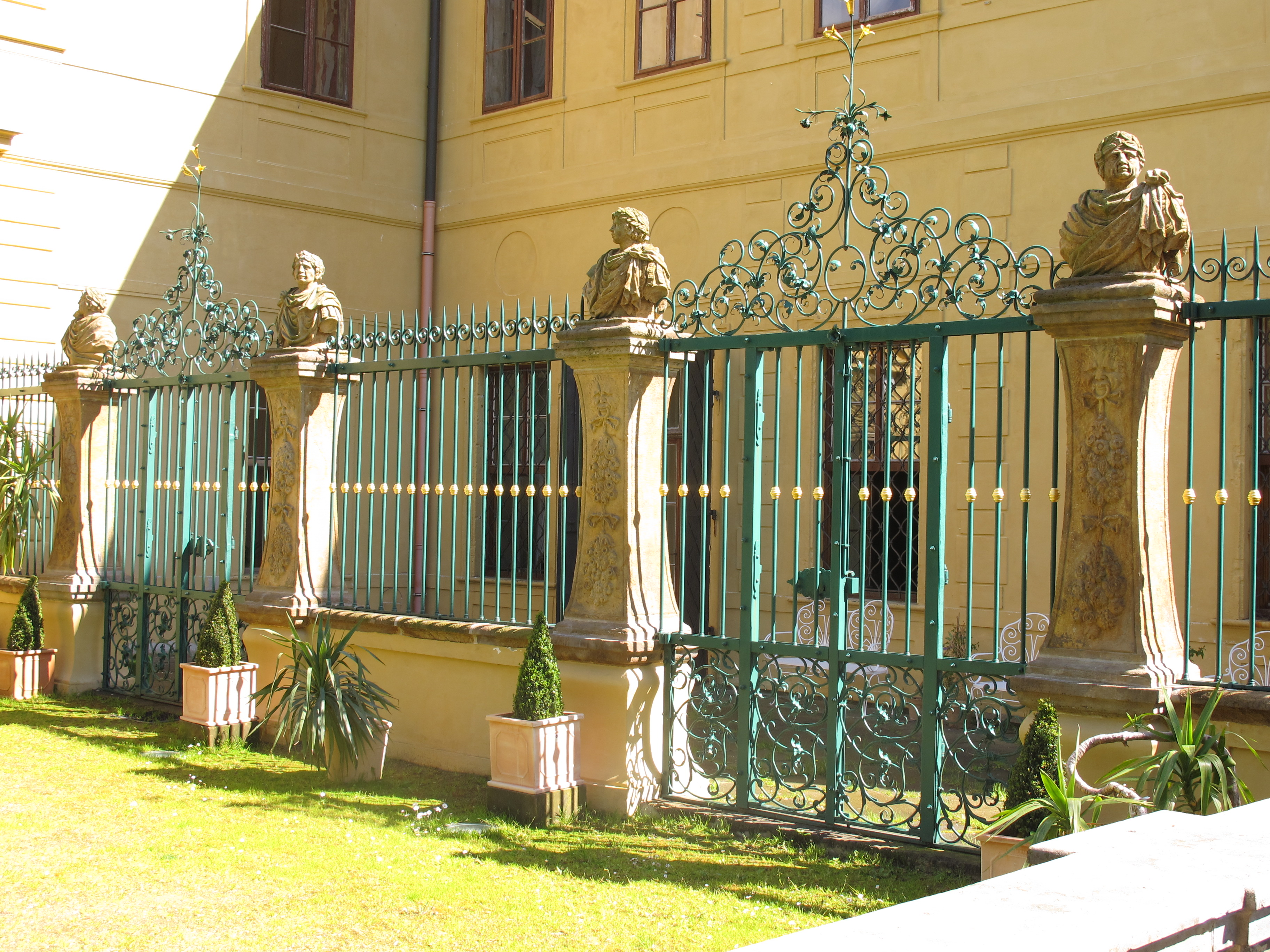
Opravená severní fasáda

### Hrad
Středověký hrad stával na skalním útvaru, jehož hmota částečně vyplňuje suterén hlavní zámecké budovy a obou západních křídel, zatímco obě východní křídla stojí již mimo areál původního hradu. Jižní rizalit s velmi silnými obvodovými zdmi býval považován za obytnou věž, ale stavební průzkum prokázal, že byl postaven až v pozdějších obdobích. Z opevnění je známá pouze poloha jednoho příkopu. V zámeckém zdivu se dochovaly fragmenty hradních budov, ale stav poznání neumožňuje jejich přesnější interpretaci. Neznáme ani mladší stavební fáze hradu. Existuje hypotéza, že třičtvrtěkruhový útvar na jižní straně a budova na jihozápadním okraji terasy mohou být přestavěné pozůstatky bašt postavených jako součást dělostřeleckého opevnění.

### Zámek
Hlavní dvoupatrová zámecká budova má půdorys ve tvaru písmena H, ze kterého na jižní straně vystupuje mohutný rizalit. Hlavní průčelí na západě je zdůrazněné nevýrazným rizalitem, který přechází ve hranolovou věž. Dvě boční křídla se zaoblenými věžemi spolu s průčelím obklopují tři strany čestného dvora. Do budovy se z něj vstupuje portálem, po jehož stranách stojí sochy atlantů. Jejich autorství je, ne zcela jistě, připisováno Janu Adamu Dietzovi. Na východní a západní straně budovy se nachází vyhlídkové terasy.
V interiéru velikostí vyniká zejména velký sál s kupolí v jižním rizalitu. Kupoli a horní ochoz podpírají podpírají mohutné konzoly. Právě v něm bylo na počátku devatenáctého století zřízeno zámecké divadlo. Řada dalších místností je zaklenutá křížovými klenbami se štukovými zrcadly.

## Geologické poměry

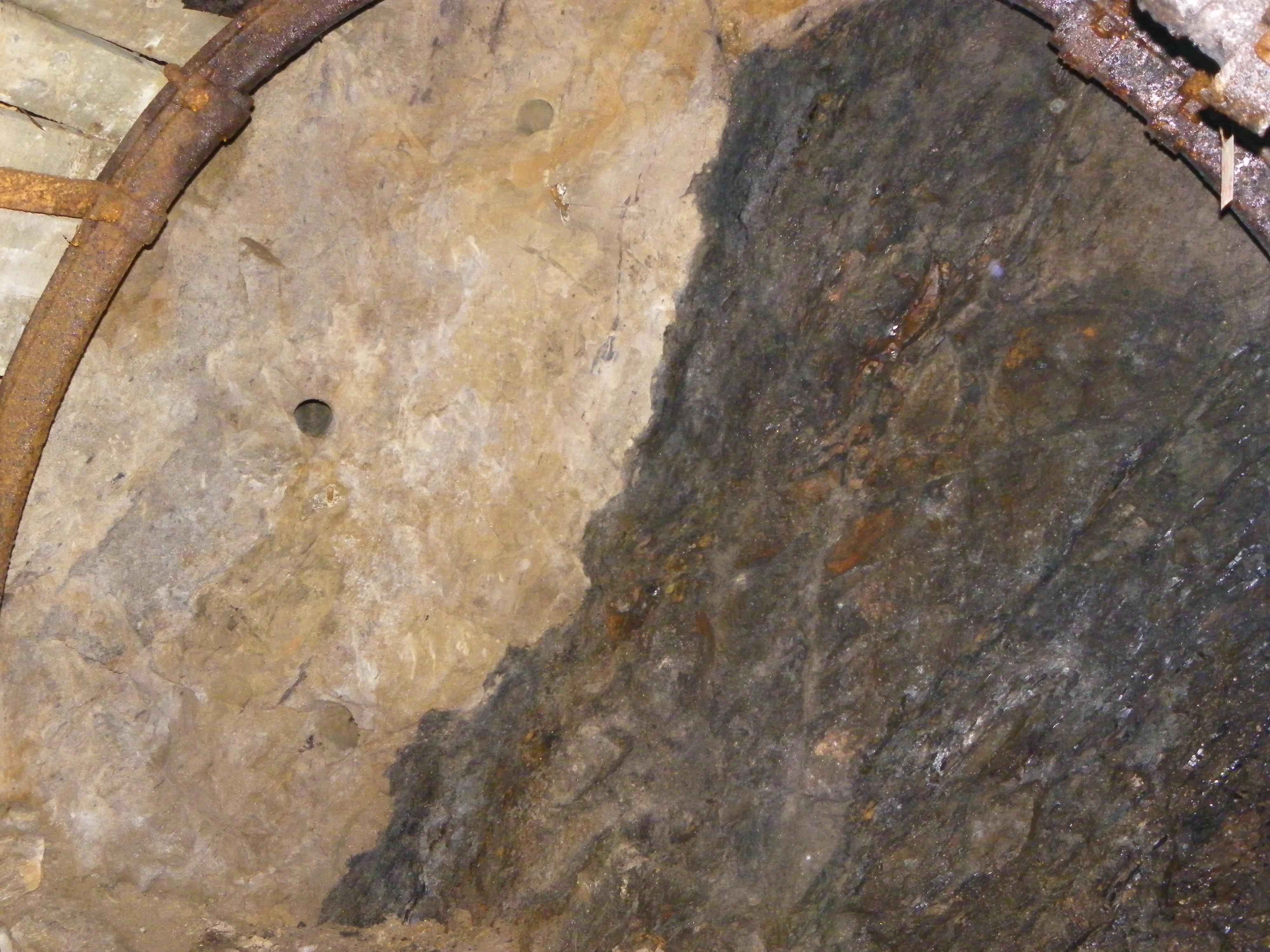
Sedimenty Mostecké pánve strmě vyvlečené přes úpatí Krušných hor zachycené první boční rozrážkou štoly Jezeří. Sedimenty jsou lokálně uloženy i pod úhlem větším než 45°, což zde dokládá rozštěpená uhelná sloj v písčitém vývoji miocénu.

Oblast zámku Jezeří leží na jihovýchodním svahu kateřinské klenby Krušných hor, která se rozkládá mezi Horou Svaté Kateřiny a Litvínovem. Je tvořena převážně ortorulami. Oblast byla vyvrásněna a metamorfována během variské orogeneze. Zatímco v oblasti Krušných hor proběhl intenzivní výzdvih, v přilehlé oblasti Mostecké pánve došlo k poklesu, vzniku tektonického příkopu, kde následně započala sedimentace souvrství hnědouhelných slojí.

## Zámek v kultuře
- V roce 2016 se zámek objevil v první epizodě seriálu Pustina.[36]
- Natáčel se zde seriál Svět pod hlavou z roku 2017.
- Natáčely se zde poslední záběry filmu Hastrman Ondřeje Havelky z roku 2018.[36]
- Komise Ministerstva průmyslu a obchodu ČR schválila motiv se zámkem Jezeří do emisního plánu České pošty na rok 2021. Poštovní známka s motivem zámku vyjde na tiskovém listu společně s další známkou, která bude tematicky věnována zápisu Krušnohoří na seznam UNESCO. Tvorbou výtvarného návrhu byl pověřen Adolf Absolon, který dlouhodobě spolupracuje s rytcem Martinem Srbem. Návrh na zařazení motivu do emisního plánu předložil Českojiřetínský spolek – spolek pro oživení Krušnohoří.[37]